# Posició de Lucena
|   | a                                                                                       | b                                                                                       | c                                                                                       | d                                                                                       | e                                                                                       | f                                                                                       | g                                                                                       | h                                                                                       |   |
| 8 | b8 blanques rei · d8 negres rei · b7 blanques peó · a2 negres torre · c1 blanques torre | b8 blanques rei · d8 negres rei · b7 blanques peó · a2 negres torre · c1 blanques torre | b8 blanques rei · d8 negres rei · b7 blanques peó · a2 negres torre · c1 blanques torre | b8 blanques rei · d8 negres rei · b7 blanques peó · a2 negres torre · c1 blanques torre | b8 blanques rei · d8 negres rei · b7 blanques peó · a2 negres torre · c1 blanques torre | b8 blanques rei · d8 negres rei · b7 blanques peó · a2 negres torre · c1 blanques torre | b8 blanques rei · d8 negres rei · b7 blanques peó · a2 negres torre · c1 blanques torre | b8 blanques rei · d8 negres rei · b7 blanques peó · a2 negres torre · c1 blanques torre | 8 |
| 7 | b8 blanques rei · d8 negres rei · b7 blanques peó · a2 negres torre · c1 blanques torre | b8 blanques rei · d8 negres rei · b7 blanques peó · a2 negres torre · c1 blanques torre | b8 blanques rei · d8 negres rei · b7 blanques peó · a2 negres torre · c1 blanques torre | b8 blanques rei · d8 negres rei · b7 blanques peó · a2 negres torre · c1 blanques torre | b8 blanques rei · d8 negres rei · b7 blanques peó · a2 negres torre · c1 blanques torre | b8 blanques rei · d8 negres rei · b7 blanques peó · a2 negres torre · c1 blanques torre | b8 blanques rei · d8 negres rei · b7 blanques peó · a2 negres torre · c1 blanques torre | b8 blanques rei · d8 negres rei · b7 blanques peó · a2 negres torre · c1 blanques torre | 7 |
| 6 | b8 blanques rei · d8 negres rei · b7 blanques peó · a2 negres torre · c1 blanques torre | b8 blanques rei · d8 negres rei · b7 blanques peó · a2 negres torre · c1 blanques torre | b8 blanques rei · d8 negres rei · b7 blanques peó · a2 negres torre · c1 blanques torre | b8 blanques rei · d8 negres rei · b7 blanques peó · a2 negres torre · c1 blanques torre | b8 blanques rei · d8 negres rei · b7 blanques peó · a2 negres torre · c1 blanques torre | b8 blanques rei · d8 negres rei · b7 blanques peó · a2 negres torre · c1 blanques torre | b8 blanques rei · d8 negres rei · b7 blanques peó · a2 negres torre · c1 blanques torre | b8 blanques rei · d8 negres rei · b7 blanques peó · a2 negres torre · c1 blanques torre | 6 |
| 5 | b8 blanques rei · d8 negres rei · b7 blanques peó · a2 negres torre · c1 blanques torre | b8 blanques rei · d8 negres rei · b7 blanques peó · a2 negres torre · c1 blanques torre | b8 blanques rei · d8 negres rei · b7 blanques peó · a2 negres torre · c1 blanques torre | b8 blanques rei · d8 negres rei · b7 blanques peó · a2 negres torre · c1 blanques torre | b8 blanques rei · d8 negres rei · b7 blanques peó · a2 negres torre · c1 blanques torre | b8 blanques rei · d8 negres rei · b7 blanques peó · a2 negres torre · c1 blanques torre | b8 blanques rei · d8 negres rei · b7 blanques peó · a2 negres torre · c1 blanques torre | b8 blanques rei · d8 negres rei · b7 blanques peó · a2 negres torre · c1 blanques torre | 5 |
| 4 | b8 blanques rei · d8 negres rei · b7 blanques peó · a2 negres torre · c1 blanques torre | b8 blanques rei · d8 negres rei · b7 blanques peó · a2 negres torre · c1 blanques torre | b8 blanques rei · d8 negres rei · b7 blanques peó · a2 negres torre · c1 blanques torre | b8 blanques rei · d8 negres rei · b7 blanques peó · a2 negres torre · c1 blanques torre | b8 blanques rei · d8 negres rei · b7 blanques peó · a2 negres torre · c1 blanques torre | b8 blanques rei · d8 negres rei · b7 blanques peó · a2 negres torre · c1 blanques torre | b8 blanques rei · d8 negres rei · b7 blanques peó · a2 negres torre · c1 blanques torre | b8 blanques rei · d8 negres rei · b7 blanques peó · a2 negres torre · c1 blanques torre | 4 |
| 3 | b8 blanques rei · d8 negres rei · b7 blanques peó · a2 negres torre · c1 blanques torre | b8 blanques rei · d8 negres rei · b7 blanques peó · a2 negres torre · c1 blanques torre | b8 blanques rei · d8 negres rei · b7 blanques peó · a2 negres torre · c1 blanques torre | b8 blanques rei · d8 negres rei · b7 blanques peó · a2 negres torre · c1 blanques torre | b8 blanques rei · d8 negres rei · b7 blanques peó · a2 negres torre · c1 blanques torre | b8 blanques rei · d8 negres rei · b7 blanques peó · a2 negres torre · c1 blanques torre | b8 blanques rei · d8 negres rei · b7 blanques peó · a2 negres torre · c1 blanques torre | b8 blanques rei · d8 negres rei · b7 blanques peó · a2 negres torre · c1 blanques torre | 3 |
| 2 | b8 blanques rei · d8 negres rei · b7 blanques peó · a2 negres torre · c1 blanques torre | b8 blanques rei · d8 negres rei · b7 blanques peó · a2 negres torre · c1 blanques torre | b8 blanques rei · d8 negres rei · b7 blanques peó · a2 negres torre · c1 blanques torre | b8 blanques rei · d8 negres rei · b7 blanques peó · a2 negres torre · c1 blanques torre | b8 blanques rei · d8 negres rei · b7 blanques peó · a2 negres torre · c1 blanques torre | b8 blanques rei · d8 negres rei · b7 blanques peó · a2 negres torre · c1 blanques torre | b8 blanques rei · d8 negres rei · b7 blanques peó · a2 negres torre · c1 blanques torre | b8 blanques rei · d8 negres rei · b7 blanques peó · a2 negres torre · c1 blanques torre | 2 |
| 1 | b8 blanques rei · d8 negres rei · b7 blanques peó · a2 negres torre · c1 blanques torre | b8 blanques rei · d8 negres rei · b7 blanques peó · a2 negres torre · c1 blanques torre | b8 blanques rei · d8 negres rei · b7 blanques peó · a2 negres torre · c1 blanques torre | b8 blanques rei · d8 negres rei · b7 blanques peó · a2 negres torre · c1 blanques torre | b8 blanques rei · d8 negres rei · b7 blanques peó · a2 negres torre · c1 blanques torre | b8 blanques rei · d8 negres rei · b7 blanques peó · a2 negres torre · c1 blanques torre | b8 blanques rei · d8 negres rei · b7 blanques peó · a2 negres torre · c1 blanques torre | b8 blanques rei · d8 negres rei · b7 blanques peó · a2 negres torre · c1 blanques torre | 1 |
|   | a                                                                                       | b                                                                                       | c                                                                                       | d                                                                                       | e                                                                                       | f                                                                                       | g                                                                                       | h                                                                                       |   |

La posició de Lucena és una de les més famoses i rellevants posicions de la teoria de finals en escacs, en què un jugador té torre i peó, mentre que el defensor té una torre. És fonamental per al final de torre i peó contra torre. Si el jugador amb el peó pot assolir aquesta mena de posició, pot forçar la victòria. La majoria de finals de torre i peó contra torre acaben arribant o bé a la posició de Lucena o bé a la posició de Philidor si són jugats de manera acurada (de la Villa 2008:125). El jugador amb el peó ha de provar d'assolir la posició de Lucena per guanyar, mentre que el defensor ha d'assajar d'assolir la posició de Philidor per entaular.
La posició rep el nom (incorrectament) de l'escaquista castellà Luis Ramírez de Lucena (Shenk 2006:79).
|  |

## Introducció
L'així anomenada posició de Lucena rep aquest nom del castellà Luis Ramírez de Lucena, tot i que es tracta d'un nom mal posat, ja que la posició no apareix pas al seu llibre d'escacs, Repetición de Amores e Arte de Axedrez (1497). Apareix, en canvi, a l'obra d'Alessandro Salvio Il Puttino (1634), una novel·la sobre la carrera de l'escaquista Leonardo da Cutri (Müller & Lamprecht 2001:179). Salvio l'atribueix a Scipione Genovino (Hooper & Whyld 1992:238).
La posició es mostra més amunt i més avall (la posició és movible, és la mateixa mentre el peó sigui a qualsevol de les columnes de la b fins a la g). L'objectiu de les blanques és o bé promocionar el seu peó, o bé obligar les negres a donar la torre a canvi; qualsevol de les dues opcions donaria a les blanques una aclaparadora superioritat material i, per tant, una victòria senzilla. Les blanques han aconseguit d'avançar el seu peó fins a la setena fila, però no el poden coronar perquè el seu propi rei destorba. Les blanques haurien d'apartar el rei i promocionar el peó, però no poden fer-ho a la columna a perquè hi ha la torre negra, ni a la columna c perquè ho impedeix el rei negre.
Les característiques essencials de la posició són:
- El peó és qualsevol menys un peó de torre.
- El peó es troba a la setena fila.
- El rei del bàndol fort es troba a la casella de coronació del seu peó.
- La torre del bàndol fort talla el pas del rei contrari en almenys una columna.
- La torre defensora és a la columna de l'altra banda del peó.

Si es donen aquestes condicions, el bàndol que té el peó pot forçar-ne la promoció.
Una manera òbvia de continuar per les blanques (a la posició anterior), com ara 
1. Td1+ Re7
2. Rc7
no duu enlloc, perquè les negres poden simplement molestar el rei blanc amb xecs, i les blanques no podrien progressar: 
2... Tc2+
3. Rb6 Tb2+
4. Ra7 Ta2+
5. Rb8 

## El mètode guanyador: bastint el pont
|   | a                                                                                       | b                                                                                       | c                                                                                       | d                                                                                       | e                                                                                       | f                                                                                       | g                                                                                       | h                                                                                       |   |
| 8 | b8 blanques rei · d8 negres rei · b7 blanques peó · a2 negres torre · c1 blanques torre | b8 blanques rei · d8 negres rei · b7 blanques peó · a2 negres torre · c1 blanques torre | b8 blanques rei · d8 negres rei · b7 blanques peó · a2 negres torre · c1 blanques torre | b8 blanques rei · d8 negres rei · b7 blanques peó · a2 negres torre · c1 blanques torre | b8 blanques rei · d8 negres rei · b7 blanques peó · a2 negres torre · c1 blanques torre | b8 blanques rei · d8 negres rei · b7 blanques peó · a2 negres torre · c1 blanques torre | b8 blanques rei · d8 negres rei · b7 blanques peó · a2 negres torre · c1 blanques torre | b8 blanques rei · d8 negres rei · b7 blanques peó · a2 negres torre · c1 blanques torre | 8 |
| 7 | b8 blanques rei · d8 negres rei · b7 blanques peó · a2 negres torre · c1 blanques torre | b8 blanques rei · d8 negres rei · b7 blanques peó · a2 negres torre · c1 blanques torre | b8 blanques rei · d8 negres rei · b7 blanques peó · a2 negres torre · c1 blanques torre | b8 blanques rei · d8 negres rei · b7 blanques peó · a2 negres torre · c1 blanques torre | b8 blanques rei · d8 negres rei · b7 blanques peó · a2 negres torre · c1 blanques torre | b8 blanques rei · d8 negres rei · b7 blanques peó · a2 negres torre · c1 blanques torre | b8 blanques rei · d8 negres rei · b7 blanques peó · a2 negres torre · c1 blanques torre | b8 blanques rei · d8 negres rei · b7 blanques peó · a2 negres torre · c1 blanques torre | 7 |
| 6 | b8 blanques rei · d8 negres rei · b7 blanques peó · a2 negres torre · c1 blanques torre | b8 blanques rei · d8 negres rei · b7 blanques peó · a2 negres torre · c1 blanques torre | b8 blanques rei · d8 negres rei · b7 blanques peó · a2 negres torre · c1 blanques torre | b8 blanques rei · d8 negres rei · b7 blanques peó · a2 negres torre · c1 blanques torre | b8 blanques rei · d8 negres rei · b7 blanques peó · a2 negres torre · c1 blanques torre | b8 blanques rei · d8 negres rei · b7 blanques peó · a2 negres torre · c1 blanques torre | b8 blanques rei · d8 negres rei · b7 blanques peó · a2 negres torre · c1 blanques torre | b8 blanques rei · d8 negres rei · b7 blanques peó · a2 negres torre · c1 blanques torre | 6 |
| 5 | b8 blanques rei · d8 negres rei · b7 blanques peó · a2 negres torre · c1 blanques torre | b8 blanques rei · d8 negres rei · b7 blanques peó · a2 negres torre · c1 blanques torre | b8 blanques rei · d8 negres rei · b7 blanques peó · a2 negres torre · c1 blanques torre | b8 blanques rei · d8 negres rei · b7 blanques peó · a2 negres torre · c1 blanques torre | b8 blanques rei · d8 negres rei · b7 blanques peó · a2 negres torre · c1 blanques torre | b8 blanques rei · d8 negres rei · b7 blanques peó · a2 negres torre · c1 blanques torre | b8 blanques rei · d8 negres rei · b7 blanques peó · a2 negres torre · c1 blanques torre | b8 blanques rei · d8 negres rei · b7 blanques peó · a2 negres torre · c1 blanques torre | 5 |
| 4 | b8 blanques rei · d8 negres rei · b7 blanques peó · a2 negres torre · c1 blanques torre | b8 blanques rei · d8 negres rei · b7 blanques peó · a2 negres torre · c1 blanques torre | b8 blanques rei · d8 negres rei · b7 blanques peó · a2 negres torre · c1 blanques torre | b8 blanques rei · d8 negres rei · b7 blanques peó · a2 negres torre · c1 blanques torre | b8 blanques rei · d8 negres rei · b7 blanques peó · a2 negres torre · c1 blanques torre | b8 blanques rei · d8 negres rei · b7 blanques peó · a2 negres torre · c1 blanques torre | b8 blanques rei · d8 negres rei · b7 blanques peó · a2 negres torre · c1 blanques torre | b8 blanques rei · d8 negres rei · b7 blanques peó · a2 negres torre · c1 blanques torre | 4 |
| 3 | b8 blanques rei · d8 negres rei · b7 blanques peó · a2 negres torre · c1 blanques torre | b8 blanques rei · d8 negres rei · b7 blanques peó · a2 negres torre · c1 blanques torre | b8 blanques rei · d8 negres rei · b7 blanques peó · a2 negres torre · c1 blanques torre | b8 blanques rei · d8 negres rei · b7 blanques peó · a2 negres torre · c1 blanques torre | b8 blanques rei · d8 negres rei · b7 blanques peó · a2 negres torre · c1 blanques torre | b8 blanques rei · d8 negres rei · b7 blanques peó · a2 negres torre · c1 blanques torre | b8 blanques rei · d8 negres rei · b7 blanques peó · a2 negres torre · c1 blanques torre | b8 blanques rei · d8 negres rei · b7 blanques peó · a2 negres torre · c1 blanques torre | 3 |
| 2 | b8 blanques rei · d8 negres rei · b7 blanques peó · a2 negres torre · c1 blanques torre | b8 blanques rei · d8 negres rei · b7 blanques peó · a2 negres torre · c1 blanques torre | b8 blanques rei · d8 negres rei · b7 blanques peó · a2 negres torre · c1 blanques torre | b8 blanques rei · d8 negres rei · b7 blanques peó · a2 negres torre · c1 blanques torre | b8 blanques rei · d8 negres rei · b7 blanques peó · a2 negres torre · c1 blanques torre | b8 blanques rei · d8 negres rei · b7 blanques peó · a2 negres torre · c1 blanques torre | b8 blanques rei · d8 negres rei · b7 blanques peó · a2 negres torre · c1 blanques torre | b8 blanques rei · d8 negres rei · b7 blanques peó · a2 negres torre · c1 blanques torre | 2 |
| 1 | b8 blanques rei · d8 negres rei · b7 blanques peó · a2 negres torre · c1 blanques torre | b8 blanques rei · d8 negres rei · b7 blanques peó · a2 negres torre · c1 blanques torre | b8 blanques rei · d8 negres rei · b7 blanques peó · a2 negres torre · c1 blanques torre | b8 blanques rei · d8 negres rei · b7 blanques peó · a2 negres torre · c1 blanques torre | b8 blanques rei · d8 negres rei · b7 blanques peó · a2 negres torre · c1 blanques torre | b8 blanques rei · d8 negres rei · b7 blanques peó · a2 negres torre · c1 blanques torre | b8 blanques rei · d8 negres rei · b7 blanques peó · a2 negres torre · c1 blanques torre | b8 blanques rei · d8 negres rei · b7 blanques peó · a2 negres torre · c1 blanques torre | 1 |
|   | a                                                                                       | b                                                                                       | c                                                                                       | d                                                                                       | e                                                                                       | f                                                                                       | g                                                                                       | h                                                                                       |   |

|   | a                                                                                       | b                                                                                       | c                                                                                       | d                                                                                       | e                                                                                       | f                                                                                       | g                                                                                       | h                                                                                       |   |
| 8 | b7 blanques peó · e7 negres rei · b5 blanques rei · b4 blanques torre · b1 negres torre | b7 blanques peó · e7 negres rei · b5 blanques rei · b4 blanques torre · b1 negres torre | b7 blanques peó · e7 negres rei · b5 blanques rei · b4 blanques torre · b1 negres torre | b7 blanques peó · e7 negres rei · b5 blanques rei · b4 blanques torre · b1 negres torre | b7 blanques peó · e7 negres rei · b5 blanques rei · b4 blanques torre · b1 negres torre | b7 blanques peó · e7 negres rei · b5 blanques rei · b4 blanques torre · b1 negres torre | b7 blanques peó · e7 negres rei · b5 blanques rei · b4 blanques torre · b1 negres torre | b7 blanques peó · e7 negres rei · b5 blanques rei · b4 blanques torre · b1 negres torre | 8 |
| 7 | b7 blanques peó · e7 negres rei · b5 blanques rei · b4 blanques torre · b1 negres torre | b7 blanques peó · e7 negres rei · b5 blanques rei · b4 blanques torre · b1 negres torre | b7 blanques peó · e7 negres rei · b5 blanques rei · b4 blanques torre · b1 negres torre | b7 blanques peó · e7 negres rei · b5 blanques rei · b4 blanques torre · b1 negres torre | b7 blanques peó · e7 negres rei · b5 blanques rei · b4 blanques torre · b1 negres torre | b7 blanques peó · e7 negres rei · b5 blanques rei · b4 blanques torre · b1 negres torre | b7 blanques peó · e7 negres rei · b5 blanques rei · b4 blanques torre · b1 negres torre | b7 blanques peó · e7 negres rei · b5 blanques rei · b4 blanques torre · b1 negres torre | 7 |
| 6 | b7 blanques peó · e7 negres rei · b5 blanques rei · b4 blanques torre · b1 negres torre | b7 blanques peó · e7 negres rei · b5 blanques rei · b4 blanques torre · b1 negres torre | b7 blanques peó · e7 negres rei · b5 blanques rei · b4 blanques torre · b1 negres torre | b7 blanques peó · e7 negres rei · b5 blanques rei · b4 blanques torre · b1 negres torre | b7 blanques peó · e7 negres rei · b5 blanques rei · b4 blanques torre · b1 negres torre | b7 blanques peó · e7 negres rei · b5 blanques rei · b4 blanques torre · b1 negres torre | b7 blanques peó · e7 negres rei · b5 blanques rei · b4 blanques torre · b1 negres torre | b7 blanques peó · e7 negres rei · b5 blanques rei · b4 blanques torre · b1 negres torre | 6 |
| 5 | b7 blanques peó · e7 negres rei · b5 blanques rei · b4 blanques torre · b1 negres torre | b7 blanques peó · e7 negres rei · b5 blanques rei · b4 blanques torre · b1 negres torre | b7 blanques peó · e7 negres rei · b5 blanques rei · b4 blanques torre · b1 negres torre | b7 blanques peó · e7 negres rei · b5 blanques rei · b4 blanques torre · b1 negres torre | b7 blanques peó · e7 negres rei · b5 blanques rei · b4 blanques torre · b1 negres torre | b7 blanques peó · e7 negres rei · b5 blanques rei · b4 blanques torre · b1 negres torre | b7 blanques peó · e7 negres rei · b5 blanques rei · b4 blanques torre · b1 negres torre | b7 blanques peó · e7 negres rei · b5 blanques rei · b4 blanques torre · b1 negres torre | 5 |
| 4 | b7 blanques peó · e7 negres rei · b5 blanques rei · b4 blanques torre · b1 negres torre | b7 blanques peó · e7 negres rei · b5 blanques rei · b4 blanques torre · b1 negres torre | b7 blanques peó · e7 negres rei · b5 blanques rei · b4 blanques torre · b1 negres torre | b7 blanques peó · e7 negres rei · b5 blanques rei · b4 blanques torre · b1 negres torre | b7 blanques peó · e7 negres rei · b5 blanques rei · b4 blanques torre · b1 negres torre | b7 blanques peó · e7 negres rei · b5 blanques rei · b4 blanques torre · b1 negres torre | b7 blanques peó · e7 negres rei · b5 blanques rei · b4 blanques torre · b1 negres torre | b7 blanques peó · e7 negres rei · b5 blanques rei · b4 blanques torre · b1 negres torre | 4 |
| 3 | b7 blanques peó · e7 negres rei · b5 blanques rei · b4 blanques torre · b1 negres torre | b7 blanques peó · e7 negres rei · b5 blanques rei · b4 blanques torre · b1 negres torre | b7 blanques peó · e7 negres rei · b5 blanques rei · b4 blanques torre · b1 negres torre | b7 blanques peó · e7 negres rei · b5 blanques rei · b4 blanques torre · b1 negres torre | b7 blanques peó · e7 negres rei · b5 blanques rei · b4 blanques torre · b1 negres torre | b7 blanques peó · e7 negres rei · b5 blanques rei · b4 blanques torre · b1 negres torre | b7 blanques peó · e7 negres rei · b5 blanques rei · b4 blanques torre · b1 negres torre | b7 blanques peó · e7 negres rei · b5 blanques rei · b4 blanques torre · b1 negres torre | 3 |
| 2 | b7 blanques peó · e7 negres rei · b5 blanques rei · b4 blanques torre · b1 negres torre | b7 blanques peó · e7 negres rei · b5 blanques rei · b4 blanques torre · b1 negres torre | b7 blanques peó · e7 negres rei · b5 blanques rei · b4 blanques torre · b1 negres torre | b7 blanques peó · e7 negres rei · b5 blanques rei · b4 blanques torre · b1 negres torre | b7 blanques peó · e7 negres rei · b5 blanques rei · b4 blanques torre · b1 negres torre | b7 blanques peó · e7 negres rei · b5 blanques rei · b4 blanques torre · b1 negres torre | b7 blanques peó · e7 negres rei · b5 blanques rei · b4 blanques torre · b1 negres torre | b7 blanques peó · e7 negres rei · b5 blanques rei · b4 blanques torre · b1 negres torre | 2 |
| 1 | b7 blanques peó · e7 negres rei · b5 blanques rei · b4 blanques torre · b1 negres torre | b7 blanques peó · e7 negres rei · b5 blanques rei · b4 blanques torre · b1 negres torre | b7 blanques peó · e7 negres rei · b5 blanques rei · b4 blanques torre · b1 negres torre | b7 blanques peó · e7 negres rei · b5 blanques rei · b4 blanques torre · b1 negres torre | b7 blanques peó · e7 negres rei · b5 blanques rei · b4 blanques torre · b1 negres torre | b7 blanques peó · e7 negres rei · b5 blanques rei · b4 blanques torre · b1 negres torre | b7 blanques peó · e7 negres rei · b5 blanques rei · b4 blanques torre · b1 negres torre | b7 blanques peó · e7 negres rei · b5 blanques rei · b4 blanques torre · b1 negres torre | 1 |
|   | a                                                                                       | b                                                                                       | c                                                                                       | d                                                                                       | e                                                                                       | f                                                                                       | g                                                                                       | h                                                                                       |   |

A la posició de Lucena, el bàndol amb el peó disposa d'un mètode guanyador que funciona per qualsevol peó llevat del peó de torre. En algunes circumstàncies, funciona també pel peó de torre.
En aquesta posició, les blanques guanyen amb
1. Td1+ Re7
2. Td4!
Ara, si les negres fan una jugada d'espera, com ara 
2... Ta1
esperant molestar el rei blanc amb xecs altre cop com a la variant anterior, les blanques continuen
3. Rc7 Tc1+
4. Rb6 Tb1+
5. Rc6 Tc1+
(O 5.Ra6 Ta1+.)
6. Rb5 Tb1+
7. Tb4!
La torre negra no pot fer més xecs i, per tant, les negres no poden evitar que el peó coroni (Ward 2004:48). La protecció del rei i el peó amb la torre d'aquesta manera va ser descrita com a "bastint un pont" per Aron Nimzowitsch (Hooper & Whyld 1992:238).
És important que la torre blanca vagi d'entrada a la quarta fila i les negres empren la seva defensa més activa: fer xecs repetidament sobre el rei blanc. Si les negres abandonen aquesta defensa, la torre blanca bastirà el pont a la cinquena fila. A la línia anterior, després de 
5. Rc6
si les negres fan
5... Re6
hi ha una trampa per les blanques: si 6.Td5?? (per construir el pont a la cinquena fila) llavors 6...Txb7! entaula. De tota manera, si
6. Td6+
(6.Te4+ seguit ja sigui per 7.Te8 o (si 7...Rf7) 8.Te5 també rutlla.) 
5... Re7
7. Td5!
i les blanques poden bastir el pont a la cinquena fila tot portant la torre a b5, i el rei a b6, i llavors el peó podrà promocionar (Ward 2004:48–49) (posició reflectida):
7... Tc1+
8. Rb6 Tb1+
9. Tb5
i les blanques guanyen.
Si la torre defensora és a la fila que impediria que l'altra torre assoleixi la fila crucial (per ex. 2.Td4), vegeu final de torre i peó contra torre#La torre defensora impedeix el pont.

### Si juguen les negres
|   | a                                                                                       | b                                                                                       | c                                                                                       | d                                                                                       | e                                                                                       | f                                                                                       | g                                                                                       | h                                                                                       |   |
| 8 | b7 blanques peó · e7 negres rei · a6 blanques rei · d5 blanques torre · b2 negres torre | b7 blanques peó · e7 negres rei · a6 blanques rei · d5 blanques torre · b2 negres torre | b7 blanques peó · e7 negres rei · a6 blanques rei · d5 blanques torre · b2 negres torre | b7 blanques peó · e7 negres rei · a6 blanques rei · d5 blanques torre · b2 negres torre | b7 blanques peó · e7 negres rei · a6 blanques rei · d5 blanques torre · b2 negres torre | b7 blanques peó · e7 negres rei · a6 blanques rei · d5 blanques torre · b2 negres torre | b7 blanques peó · e7 negres rei · a6 blanques rei · d5 blanques torre · b2 negres torre | b7 blanques peó · e7 negres rei · a6 blanques rei · d5 blanques torre · b2 negres torre | 8 |
| 7 | b7 blanques peó · e7 negres rei · a6 blanques rei · d5 blanques torre · b2 negres torre | b7 blanques peó · e7 negres rei · a6 blanques rei · d5 blanques torre · b2 negres torre | b7 blanques peó · e7 negres rei · a6 blanques rei · d5 blanques torre · b2 negres torre | b7 blanques peó · e7 negres rei · a6 blanques rei · d5 blanques torre · b2 negres torre | b7 blanques peó · e7 negres rei · a6 blanques rei · d5 blanques torre · b2 negres torre | b7 blanques peó · e7 negres rei · a6 blanques rei · d5 blanques torre · b2 negres torre | b7 blanques peó · e7 negres rei · a6 blanques rei · d5 blanques torre · b2 negres torre | b7 blanques peó · e7 negres rei · a6 blanques rei · d5 blanques torre · b2 negres torre | 7 |
| 6 | b7 blanques peó · e7 negres rei · a6 blanques rei · d5 blanques torre · b2 negres torre | b7 blanques peó · e7 negres rei · a6 blanques rei · d5 blanques torre · b2 negres torre | b7 blanques peó · e7 negres rei · a6 blanques rei · d5 blanques torre · b2 negres torre | b7 blanques peó · e7 negres rei · a6 blanques rei · d5 blanques torre · b2 negres torre | b7 blanques peó · e7 negres rei · a6 blanques rei · d5 blanques torre · b2 negres torre | b7 blanques peó · e7 negres rei · a6 blanques rei · d5 blanques torre · b2 negres torre | b7 blanques peó · e7 negres rei · a6 blanques rei · d5 blanques torre · b2 negres torre | b7 blanques peó · e7 negres rei · a6 blanques rei · d5 blanques torre · b2 negres torre | 6 |
| 5 | b7 blanques peó · e7 negres rei · a6 blanques rei · d5 blanques torre · b2 negres torre | b7 blanques peó · e7 negres rei · a6 blanques rei · d5 blanques torre · b2 negres torre | b7 blanques peó · e7 negres rei · a6 blanques rei · d5 blanques torre · b2 negres torre | b7 blanques peó · e7 negres rei · a6 blanques rei · d5 blanques torre · b2 negres torre | b7 blanques peó · e7 negres rei · a6 blanques rei · d5 blanques torre · b2 negres torre | b7 blanques peó · e7 negres rei · a6 blanques rei · d5 blanques torre · b2 negres torre | b7 blanques peó · e7 negres rei · a6 blanques rei · d5 blanques torre · b2 negres torre | b7 blanques peó · e7 negres rei · a6 blanques rei · d5 blanques torre · b2 negres torre | 5 |
| 4 | b7 blanques peó · e7 negres rei · a6 blanques rei · d5 blanques torre · b2 negres torre | b7 blanques peó · e7 negres rei · a6 blanques rei · d5 blanques torre · b2 negres torre | b7 blanques peó · e7 negres rei · a6 blanques rei · d5 blanques torre · b2 negres torre | b7 blanques peó · e7 negres rei · a6 blanques rei · d5 blanques torre · b2 negres torre | b7 blanques peó · e7 negres rei · a6 blanques rei · d5 blanques torre · b2 negres torre | b7 blanques peó · e7 negres rei · a6 blanques rei · d5 blanques torre · b2 negres torre | b7 blanques peó · e7 negres rei · a6 blanques rei · d5 blanques torre · b2 negres torre | b7 blanques peó · e7 negres rei · a6 blanques rei · d5 blanques torre · b2 negres torre | 4 |
| 3 | b7 blanques peó · e7 negres rei · a6 blanques rei · d5 blanques torre · b2 negres torre | b7 blanques peó · e7 negres rei · a6 blanques rei · d5 blanques torre · b2 negres torre | b7 blanques peó · e7 negres rei · a6 blanques rei · d5 blanques torre · b2 negres torre | b7 blanques peó · e7 negres rei · a6 blanques rei · d5 blanques torre · b2 negres torre | b7 blanques peó · e7 negres rei · a6 blanques rei · d5 blanques torre · b2 negres torre | b7 blanques peó · e7 negres rei · a6 blanques rei · d5 blanques torre · b2 negres torre | b7 blanques peó · e7 negres rei · a6 blanques rei · d5 blanques torre · b2 negres torre | b7 blanques peó · e7 negres rei · a6 blanques rei · d5 blanques torre · b2 negres torre | 3 |
| 2 | b7 blanques peó · e7 negres rei · a6 blanques rei · d5 blanques torre · b2 negres torre | b7 blanques peó · e7 negres rei · a6 blanques rei · d5 blanques torre · b2 negres torre | b7 blanques peó · e7 negres rei · a6 blanques rei · d5 blanques torre · b2 negres torre | b7 blanques peó · e7 negres rei · a6 blanques rei · d5 blanques torre · b2 negres torre | b7 blanques peó · e7 negres rei · a6 blanques rei · d5 blanques torre · b2 negres torre | b7 blanques peó · e7 negres rei · a6 blanques rei · d5 blanques torre · b2 negres torre | b7 blanques peó · e7 negres rei · a6 blanques rei · d5 blanques torre · b2 negres torre | b7 blanques peó · e7 negres rei · a6 blanques rei · d5 blanques torre · b2 negres torre | 2 |
| 1 | b7 blanques peó · e7 negres rei · a6 blanques rei · d5 blanques torre · b2 negres torre | b7 blanques peó · e7 negres rei · a6 blanques rei · d5 blanques torre · b2 negres torre | b7 blanques peó · e7 negres rei · a6 blanques rei · d5 blanques torre · b2 negres torre | b7 blanques peó · e7 negres rei · a6 blanques rei · d5 blanques torre · b2 negres torre | b7 blanques peó · e7 negres rei · a6 blanques rei · d5 blanques torre · b2 negres torre | b7 blanques peó · e7 negres rei · a6 blanques rei · d5 blanques torre · b2 negres torre | b7 blanques peó · e7 negres rei · a6 blanques rei · d5 blanques torre · b2 negres torre | b7 blanques peó · e7 negres rei · a6 blanques rei · d5 blanques torre · b2 negres torre | 1 |
|   | a                                                                                       | b                                                                                       | c                                                                                       | d                                                                                       | e                                                                                       | f                                                                                       | g                                                                                       | h                                                                                       |   |

Si és el torn de les negres a la posició del diagrama, poden evitar que la torre blanca vagi a la quarta fila, però tot i així, les blanques guanyarien:
1... Ta4
2. Td1+ Re7
3. Rc7 Tc4+
4. Rb6 Tb4+
5. Ra6 Tb2
(La torre negra no més prou lluny per mantenir els xecs: si 5...Ta4+ llavors 6.Rb5 guanya.) Ara les blanques guanyen bloquejant els xecs amb
6. Td5
seguit de
7. Tb5 (Emms 2008:17) (posició reflectida).

### El pont a la cinquena fila
|   | a                                                                                       | b                                                                                       | c                                                                                       | d                                                                                       | e                                                                                       | f                                                                                       | g                                                                                       | h                                                                                       |   |
| 8 | d8 blanques rei · d7 blanques peó · g7 negres rei · c2 negres torre · f1 blanques torre | d8 blanques rei · d7 blanques peó · g7 negres rei · c2 negres torre · f1 blanques torre | d8 blanques rei · d7 blanques peó · g7 negres rei · c2 negres torre · f1 blanques torre | d8 blanques rei · d7 blanques peó · g7 negres rei · c2 negres torre · f1 blanques torre | d8 blanques rei · d7 blanques peó · g7 negres rei · c2 negres torre · f1 blanques torre | d8 blanques rei · d7 blanques peó · g7 negres rei · c2 negres torre · f1 blanques torre | d8 blanques rei · d7 blanques peó · g7 negres rei · c2 negres torre · f1 blanques torre | d8 blanques rei · d7 blanques peó · g7 negres rei · c2 negres torre · f1 blanques torre | 8 |
| 7 | d8 blanques rei · d7 blanques peó · g7 negres rei · c2 negres torre · f1 blanques torre | d8 blanques rei · d7 blanques peó · g7 negres rei · c2 negres torre · f1 blanques torre | d8 blanques rei · d7 blanques peó · g7 negres rei · c2 negres torre · f1 blanques torre | d8 blanques rei · d7 blanques peó · g7 negres rei · c2 negres torre · f1 blanques torre | d8 blanques rei · d7 blanques peó · g7 negres rei · c2 negres torre · f1 blanques torre | d8 blanques rei · d7 blanques peó · g7 negres rei · c2 negres torre · f1 blanques torre | d8 blanques rei · d7 blanques peó · g7 negres rei · c2 negres torre · f1 blanques torre | d8 blanques rei · d7 blanques peó · g7 negres rei · c2 negres torre · f1 blanques torre | 7 |
| 6 | d8 blanques rei · d7 blanques peó · g7 negres rei · c2 negres torre · f1 blanques torre | d8 blanques rei · d7 blanques peó · g7 negres rei · c2 negres torre · f1 blanques torre | d8 blanques rei · d7 blanques peó · g7 negres rei · c2 negres torre · f1 blanques torre | d8 blanques rei · d7 blanques peó · g7 negres rei · c2 negres torre · f1 blanques torre | d8 blanques rei · d7 blanques peó · g7 negres rei · c2 negres torre · f1 blanques torre | d8 blanques rei · d7 blanques peó · g7 negres rei · c2 negres torre · f1 blanques torre | d8 blanques rei · d7 blanques peó · g7 negres rei · c2 negres torre · f1 blanques torre | d8 blanques rei · d7 blanques peó · g7 negres rei · c2 negres torre · f1 blanques torre | 6 |
| 5 | d8 blanques rei · d7 blanques peó · g7 negres rei · c2 negres torre · f1 blanques torre | d8 blanques rei · d7 blanques peó · g7 negres rei · c2 negres torre · f1 blanques torre | d8 blanques rei · d7 blanques peó · g7 negres rei · c2 negres torre · f1 blanques torre | d8 blanques rei · d7 blanques peó · g7 negres rei · c2 negres torre · f1 blanques torre | d8 blanques rei · d7 blanques peó · g7 negres rei · c2 negres torre · f1 blanques torre | d8 blanques rei · d7 blanques peó · g7 negres rei · c2 negres torre · f1 blanques torre | d8 blanques rei · d7 blanques peó · g7 negres rei · c2 negres torre · f1 blanques torre | d8 blanques rei · d7 blanques peó · g7 negres rei · c2 negres torre · f1 blanques torre | 5 |
| 4 | d8 blanques rei · d7 blanques peó · g7 negres rei · c2 negres torre · f1 blanques torre | d8 blanques rei · d7 blanques peó · g7 negres rei · c2 negres torre · f1 blanques torre | d8 blanques rei · d7 blanques peó · g7 negres rei · c2 negres torre · f1 blanques torre | d8 blanques rei · d7 blanques peó · g7 negres rei · c2 negres torre · f1 blanques torre | d8 blanques rei · d7 blanques peó · g7 negres rei · c2 negres torre · f1 blanques torre | d8 blanques rei · d7 blanques peó · g7 negres rei · c2 negres torre · f1 blanques torre | d8 blanques rei · d7 blanques peó · g7 negres rei · c2 negres torre · f1 blanques torre | d8 blanques rei · d7 blanques peó · g7 negres rei · c2 negres torre · f1 blanques torre | 4 |
| 3 | d8 blanques rei · d7 blanques peó · g7 negres rei · c2 negres torre · f1 blanques torre | d8 blanques rei · d7 blanques peó · g7 negres rei · c2 negres torre · f1 blanques torre | d8 blanques rei · d7 blanques peó · g7 negres rei · c2 negres torre · f1 blanques torre | d8 blanques rei · d7 blanques peó · g7 negres rei · c2 negres torre · f1 blanques torre | d8 blanques rei · d7 blanques peó · g7 negres rei · c2 negres torre · f1 blanques torre | d8 blanques rei · d7 blanques peó · g7 negres rei · c2 negres torre · f1 blanques torre | d8 blanques rei · d7 blanques peó · g7 negres rei · c2 negres torre · f1 blanques torre | d8 blanques rei · d7 blanques peó · g7 negres rei · c2 negres torre · f1 blanques torre | 3 |
| 2 | d8 blanques rei · d7 blanques peó · g7 negres rei · c2 negres torre · f1 blanques torre | d8 blanques rei · d7 blanques peó · g7 negres rei · c2 negres torre · f1 blanques torre | d8 blanques rei · d7 blanques peó · g7 negres rei · c2 negres torre · f1 blanques torre | d8 blanques rei · d7 blanques peó · g7 negres rei · c2 negres torre · f1 blanques torre | d8 blanques rei · d7 blanques peó · g7 negres rei · c2 negres torre · f1 blanques torre | d8 blanques rei · d7 blanques peó · g7 negres rei · c2 negres torre · f1 blanques torre | d8 blanques rei · d7 blanques peó · g7 negres rei · c2 negres torre · f1 blanques torre | d8 blanques rei · d7 blanques peó · g7 negres rei · c2 negres torre · f1 blanques torre | 2 |
| 1 | d8 blanques rei · d7 blanques peó · g7 negres rei · c2 negres torre · f1 blanques torre | d8 blanques rei · d7 blanques peó · g7 negres rei · c2 negres torre · f1 blanques torre | d8 blanques rei · d7 blanques peó · g7 negres rei · c2 negres torre · f1 blanques torre | d8 blanques rei · d7 blanques peó · g7 negres rei · c2 negres torre · f1 blanques torre | d8 blanques rei · d7 blanques peó · g7 negres rei · c2 negres torre · f1 blanques torre | d8 blanques rei · d7 blanques peó · g7 negres rei · c2 negres torre · f1 blanques torre | d8 blanques rei · d7 blanques peó · g7 negres rei · c2 negres torre · f1 blanques torre | d8 blanques rei · d7 blanques peó · g7 negres rei · c2 negres torre · f1 blanques torre | 1 |
|   | a                                                                                       | b                                                                                       | c                                                                                       | d                                                                                       | e                                                                                       | f                                                                                       | g                                                                                       | h                                                                                       |   |

També es pot bastir el pont a la cinquena fila (tot i que és millor bastir-lo a la quarta). La línia principal continua:
1. Tf5
(En lloc de 1.Tf4!)
1... Tc1
2. Re7
Amenaçant de promocionar el peó, les blanques només ho poden endarrerir amb xecs.
2... Te1+
3. Rd6 Td1+
4. Td5
i el peó promocionarà. O bé
1... Rg6
2. Re7?!
És millor 2.Tf8 Rg7 3.Tf4!, tornant al camí de bastir el pont a la quarta.
2... Rxf5!
3. d8=D
i les blanques tenen un final guanyador (tot i que difícil) de dama contra torre (vegeu final d'escacs sense peons) (de la Villa 2008:126–27).

## Pla de defensa alternatiu
Aproximacions alternatives no són millors per les negres. Després de 1.Td1+ Re7 2.Td4 a dalt, després de
2... Tb2
per exemple, les blanques encara poden dur a terme el seu pla com abans, o bé guanyar amb la simple
3. Ra4 Rd7
4. Ra8 (o 4.Ra7) Rc7
5. Tc4+
que allunya el rei negre i permet que el peó promocioni. (O, 5.b8=D+ Txb8 6.Tc4+ guanya la torre.)

## Peó de torre
|   | a                                                                                       | b                                                                                       | c                                                                                       | d                                                                                       | e                                                                                       | f                                                                                       | g                                                                                       | h                                                                                       |   |
| 8 | a8 blanques rei · a7 blanques peó · f7 negres rei · b2 negres torre · e1 blanques torre | a8 blanques rei · a7 blanques peó · f7 negres rei · b2 negres torre · e1 blanques torre | a8 blanques rei · a7 blanques peó · f7 negres rei · b2 negres torre · e1 blanques torre | a8 blanques rei · a7 blanques peó · f7 negres rei · b2 negres torre · e1 blanques torre | a8 blanques rei · a7 blanques peó · f7 negres rei · b2 negres torre · e1 blanques torre | a8 blanques rei · a7 blanques peó · f7 negres rei · b2 negres torre · e1 blanques torre | a8 blanques rei · a7 blanques peó · f7 negres rei · b2 negres torre · e1 blanques torre | a8 blanques rei · a7 blanques peó · f7 negres rei · b2 negres torre · e1 blanques torre | 8 |
| 7 | a8 blanques rei · a7 blanques peó · f7 negres rei · b2 negres torre · e1 blanques torre | a8 blanques rei · a7 blanques peó · f7 negres rei · b2 negres torre · e1 blanques torre | a8 blanques rei · a7 blanques peó · f7 negres rei · b2 negres torre · e1 blanques torre | a8 blanques rei · a7 blanques peó · f7 negres rei · b2 negres torre · e1 blanques torre | a8 blanques rei · a7 blanques peó · f7 negres rei · b2 negres torre · e1 blanques torre | a8 blanques rei · a7 blanques peó · f7 negres rei · b2 negres torre · e1 blanques torre | a8 blanques rei · a7 blanques peó · f7 negres rei · b2 negres torre · e1 blanques torre | a8 blanques rei · a7 blanques peó · f7 negres rei · b2 negres torre · e1 blanques torre | 7 |
| 6 | a8 blanques rei · a7 blanques peó · f7 negres rei · b2 negres torre · e1 blanques torre | a8 blanques rei · a7 blanques peó · f7 negres rei · b2 negres torre · e1 blanques torre | a8 blanques rei · a7 blanques peó · f7 negres rei · b2 negres torre · e1 blanques torre | a8 blanques rei · a7 blanques peó · f7 negres rei · b2 negres torre · e1 blanques torre | a8 blanques rei · a7 blanques peó · f7 negres rei · b2 negres torre · e1 blanques torre | a8 blanques rei · a7 blanques peó · f7 negres rei · b2 negres torre · e1 blanques torre | a8 blanques rei · a7 blanques peó · f7 negres rei · b2 negres torre · e1 blanques torre | a8 blanques rei · a7 blanques peó · f7 negres rei · b2 negres torre · e1 blanques torre | 6 |
| 5 | a8 blanques rei · a7 blanques peó · f7 negres rei · b2 negres torre · e1 blanques torre | a8 blanques rei · a7 blanques peó · f7 negres rei · b2 negres torre · e1 blanques torre | a8 blanques rei · a7 blanques peó · f7 negres rei · b2 negres torre · e1 blanques torre | a8 blanques rei · a7 blanques peó · f7 negres rei · b2 negres torre · e1 blanques torre | a8 blanques rei · a7 blanques peó · f7 negres rei · b2 negres torre · e1 blanques torre | a8 blanques rei · a7 blanques peó · f7 negres rei · b2 negres torre · e1 blanques torre | a8 blanques rei · a7 blanques peó · f7 negres rei · b2 negres torre · e1 blanques torre | a8 blanques rei · a7 blanques peó · f7 negres rei · b2 negres torre · e1 blanques torre | 5 |
| 4 | a8 blanques rei · a7 blanques peó · f7 negres rei · b2 negres torre · e1 blanques torre | a8 blanques rei · a7 blanques peó · f7 negres rei · b2 negres torre · e1 blanques torre | a8 blanques rei · a7 blanques peó · f7 negres rei · b2 negres torre · e1 blanques torre | a8 blanques rei · a7 blanques peó · f7 negres rei · b2 negres torre · e1 blanques torre | a8 blanques rei · a7 blanques peó · f7 negres rei · b2 negres torre · e1 blanques torre | a8 blanques rei · a7 blanques peó · f7 negres rei · b2 negres torre · e1 blanques torre | a8 blanques rei · a7 blanques peó · f7 negres rei · b2 negres torre · e1 blanques torre | a8 blanques rei · a7 blanques peó · f7 negres rei · b2 negres torre · e1 blanques torre | 4 |
| 3 | a8 blanques rei · a7 blanques peó · f7 negres rei · b2 negres torre · e1 blanques torre | a8 blanques rei · a7 blanques peó · f7 negres rei · b2 negres torre · e1 blanques torre | a8 blanques rei · a7 blanques peó · f7 negres rei · b2 negres torre · e1 blanques torre | a8 blanques rei · a7 blanques peó · f7 negres rei · b2 negres torre · e1 blanques torre | a8 blanques rei · a7 blanques peó · f7 negres rei · b2 negres torre · e1 blanques torre | a8 blanques rei · a7 blanques peó · f7 negres rei · b2 negres torre · e1 blanques torre | a8 blanques rei · a7 blanques peó · f7 negres rei · b2 negres torre · e1 blanques torre | a8 blanques rei · a7 blanques peó · f7 negres rei · b2 negres torre · e1 blanques torre | 3 |
| 2 | a8 blanques rei · a7 blanques peó · f7 negres rei · b2 negres torre · e1 blanques torre | a8 blanques rei · a7 blanques peó · f7 negres rei · b2 negres torre · e1 blanques torre | a8 blanques rei · a7 blanques peó · f7 negres rei · b2 negres torre · e1 blanques torre | a8 blanques rei · a7 blanques peó · f7 negres rei · b2 negres torre · e1 blanques torre | a8 blanques rei · a7 blanques peó · f7 negres rei · b2 negres torre · e1 blanques torre | a8 blanques rei · a7 blanques peó · f7 negres rei · b2 negres torre · e1 blanques torre | a8 blanques rei · a7 blanques peó · f7 negres rei · b2 negres torre · e1 blanques torre | a8 blanques rei · a7 blanques peó · f7 negres rei · b2 negres torre · e1 blanques torre | 2 |
| 1 | a8 blanques rei · a7 blanques peó · f7 negres rei · b2 negres torre · e1 blanques torre | a8 blanques rei · a7 blanques peó · f7 negres rei · b2 negres torre · e1 blanques torre | a8 blanques rei · a7 blanques peó · f7 negres rei · b2 negres torre · e1 blanques torre | a8 blanques rei · a7 blanques peó · f7 negres rei · b2 negres torre · e1 blanques torre | a8 blanques rei · a7 blanques peó · f7 negres rei · b2 negres torre · e1 blanques torre | a8 blanques rei · a7 blanques peó · f7 negres rei · b2 negres torre · e1 blanques torre | a8 blanques rei · a7 blanques peó · f7 negres rei · b2 negres torre · e1 blanques torre | a8 blanques rei · a7 blanques peó · f7 negres rei · b2 negres torre · e1 blanques torre | 1 |
|   | a                                                                                       | b                                                                                       | c                                                                                       | d                                                                                       | e                                                                                       | f                                                                                       | g                                                                                       | h                                                                                       |   |

El mètode de Lucena també funciona amb un peó de torre si la torre blanca ja és a la quarta fila, la torre negra no és a la columna adjacent al peó, i és el torn de les blanques. En cas contrari, el rei defensor hauria de ser tallat a quatre columnes del peó, com al diagrama. Aquesta no és una vertadera posició de Lucena, ja que el rei és tallat per més d'una columna. Les blanques guanyen:
1. Tc1 Re7
2. Tc8 Rd6!
3. Tb8 Ta2
4. Rb7 Tb2+
5. Rc8 Tc2+
6. Rd8 Th2!
7. Tb6+ Rc5
8. Tc6+! Rxc6
9. a8=Q+
i les blanques tenen un final guanyador de reina contra torre – un que és més fàcil de guanyar que d'altres en què la torre és tocant el seu rei (Silman 2007:223–26).

## Posicions similars que serien taules
|   | a                                                                                       | b                                                                                       | c                                                                                       | d                                                                                       | e                                                                                       | f                                                                                       | g                                                                                       | h                                                                                       |   |
| 8 | e8 blanques rei · e7 blanques peó · g7 negres rei · a2 negres torre · f1 blanques torre | e8 blanques rei · e7 blanques peó · g7 negres rei · a2 negres torre · f1 blanques torre | e8 blanques rei · e7 blanques peó · g7 negres rei · a2 negres torre · f1 blanques torre | e8 blanques rei · e7 blanques peó · g7 negres rei · a2 negres torre · f1 blanques torre | e8 blanques rei · e7 blanques peó · g7 negres rei · a2 negres torre · f1 blanques torre | e8 blanques rei · e7 blanques peó · g7 negres rei · a2 negres torre · f1 blanques torre | e8 blanques rei · e7 blanques peó · g7 negres rei · a2 negres torre · f1 blanques torre | e8 blanques rei · e7 blanques peó · g7 negres rei · a2 negres torre · f1 blanques torre | 8 |
| 7 | e8 blanques rei · e7 blanques peó · g7 negres rei · a2 negres torre · f1 blanques torre | e8 blanques rei · e7 blanques peó · g7 negres rei · a2 negres torre · f1 blanques torre | e8 blanques rei · e7 blanques peó · g7 negres rei · a2 negres torre · f1 blanques torre | e8 blanques rei · e7 blanques peó · g7 negres rei · a2 negres torre · f1 blanques torre | e8 blanques rei · e7 blanques peó · g7 negres rei · a2 negres torre · f1 blanques torre | e8 blanques rei · e7 blanques peó · g7 negres rei · a2 negres torre · f1 blanques torre | e8 blanques rei · e7 blanques peó · g7 negres rei · a2 negres torre · f1 blanques torre | e8 blanques rei · e7 blanques peó · g7 negres rei · a2 negres torre · f1 blanques torre | 7 |
| 6 | e8 blanques rei · e7 blanques peó · g7 negres rei · a2 negres torre · f1 blanques torre | e8 blanques rei · e7 blanques peó · g7 negres rei · a2 negres torre · f1 blanques torre | e8 blanques rei · e7 blanques peó · g7 negres rei · a2 negres torre · f1 blanques torre | e8 blanques rei · e7 blanques peó · g7 negres rei · a2 negres torre · f1 blanques torre | e8 blanques rei · e7 blanques peó · g7 negres rei · a2 negres torre · f1 blanques torre | e8 blanques rei · e7 blanques peó · g7 negres rei · a2 negres torre · f1 blanques torre | e8 blanques rei · e7 blanques peó · g7 negres rei · a2 negres torre · f1 blanques torre | e8 blanques rei · e7 blanques peó · g7 negres rei · a2 negres torre · f1 blanques torre | 6 |
| 5 | e8 blanques rei · e7 blanques peó · g7 negres rei · a2 negres torre · f1 blanques torre | e8 blanques rei · e7 blanques peó · g7 negres rei · a2 negres torre · f1 blanques torre | e8 blanques rei · e7 blanques peó · g7 negres rei · a2 negres torre · f1 blanques torre | e8 blanques rei · e7 blanques peó · g7 negres rei · a2 negres torre · f1 blanques torre | e8 blanques rei · e7 blanques peó · g7 negres rei · a2 negres torre · f1 blanques torre | e8 blanques rei · e7 blanques peó · g7 negres rei · a2 negres torre · f1 blanques torre | e8 blanques rei · e7 blanques peó · g7 negres rei · a2 negres torre · f1 blanques torre | e8 blanques rei · e7 blanques peó · g7 negres rei · a2 negres torre · f1 blanques torre | 5 |
| 4 | e8 blanques rei · e7 blanques peó · g7 negres rei · a2 negres torre · f1 blanques torre | e8 blanques rei · e7 blanques peó · g7 negres rei · a2 negres torre · f1 blanques torre | e8 blanques rei · e7 blanques peó · g7 negres rei · a2 negres torre · f1 blanques torre | e8 blanques rei · e7 blanques peó · g7 negres rei · a2 negres torre · f1 blanques torre | e8 blanques rei · e7 blanques peó · g7 negres rei · a2 negres torre · f1 blanques torre | e8 blanques rei · e7 blanques peó · g7 negres rei · a2 negres torre · f1 blanques torre | e8 blanques rei · e7 blanques peó · g7 negres rei · a2 negres torre · f1 blanques torre | e8 blanques rei · e7 blanques peó · g7 negres rei · a2 negres torre · f1 blanques torre | 4 |
| 3 | e8 blanques rei · e7 blanques peó · g7 negres rei · a2 negres torre · f1 blanques torre | e8 blanques rei · e7 blanques peó · g7 negres rei · a2 negres torre · f1 blanques torre | e8 blanques rei · e7 blanques peó · g7 negres rei · a2 negres torre · f1 blanques torre | e8 blanques rei · e7 blanques peó · g7 negres rei · a2 negres torre · f1 blanques torre | e8 blanques rei · e7 blanques peó · g7 negres rei · a2 negres torre · f1 blanques torre | e8 blanques rei · e7 blanques peó · g7 negres rei · a2 negres torre · f1 blanques torre | e8 blanques rei · e7 blanques peó · g7 negres rei · a2 negres torre · f1 blanques torre | e8 blanques rei · e7 blanques peó · g7 negres rei · a2 negres torre · f1 blanques torre | 3 |
| 2 | e8 blanques rei · e7 blanques peó · g7 negres rei · a2 negres torre · f1 blanques torre | e8 blanques rei · e7 blanques peó · g7 negres rei · a2 negres torre · f1 blanques torre | e8 blanques rei · e7 blanques peó · g7 negres rei · a2 negres torre · f1 blanques torre | e8 blanques rei · e7 blanques peó · g7 negres rei · a2 negres torre · f1 blanques torre | e8 blanques rei · e7 blanques peó · g7 negres rei · a2 negres torre · f1 blanques torre | e8 blanques rei · e7 blanques peó · g7 negres rei · a2 negres torre · f1 blanques torre | e8 blanques rei · e7 blanques peó · g7 negres rei · a2 negres torre · f1 blanques torre | e8 blanques rei · e7 blanques peó · g7 negres rei · a2 negres torre · f1 blanques torre | 2 |
| 1 | e8 blanques rei · e7 blanques peó · g7 negres rei · a2 negres torre · f1 blanques torre | e8 blanques rei · e7 blanques peó · g7 negres rei · a2 negres torre · f1 blanques torre | e8 blanques rei · e7 blanques peó · g7 negres rei · a2 negres torre · f1 blanques torre | e8 blanques rei · e7 blanques peó · g7 negres rei · a2 negres torre · f1 blanques torre | e8 blanques rei · e7 blanques peó · g7 negres rei · a2 negres torre · f1 blanques torre | e8 blanques rei · e7 blanques peó · g7 negres rei · a2 negres torre · f1 blanques torre | e8 blanques rei · e7 blanques peó · g7 negres rei · a2 negres torre · f1 blanques torre | e8 blanques rei · e7 blanques peó · g7 negres rei · a2 negres torre · f1 blanques torre | 1 |
|   | a                                                                                       | b                                                                                       | c                                                                                       | d                                                                                       | e                                                                                       | f                                                                                       | g                                                                                       | h                                                                                       |   |

No totes les posicions similars es guanyen. En aquesta posició, les negres fan taules perquè poden fer xecs segurs des de la banda. Per tal que aquesta defensa rutlli, hi ha d'haver com a mínim tres columnes entre la torre defensora i el rei fort, i el rei defensor ha d'estar situat en algun lloc on no pugui interferir en els xecs, és a dir, el rei defensor ha de ser a la "banda curta" del peó (aquella en què hi ha menys columnes entre el peó i el marge de l'escaquer) (de la Villa 2008:127–28). (Vegeu "la banda curta defensiva" a final de torre i peó contra torre per més detalls.)

## Exemples de la pràctica
Rice contra Snape
|   | a                                                                                     | b                                                                                     | c                                                                                     | d                                                                                     | e                                                                                     | f                                                                                     | g                                                                                     | h                                                                                     |   |
| 8 | f7 negres torre · g6 blanques torre · e2 blanques rei · g2 negres peó · g1 negres rei | f7 negres torre · g6 blanques torre · e2 blanques rei · g2 negres peó · g1 negres rei | f7 negres torre · g6 blanques torre · e2 blanques rei · g2 negres peó · g1 negres rei | f7 negres torre · g6 blanques torre · e2 blanques rei · g2 negres peó · g1 negres rei | f7 negres torre · g6 blanques torre · e2 blanques rei · g2 negres peó · g1 negres rei | f7 negres torre · g6 blanques torre · e2 blanques rei · g2 negres peó · g1 negres rei | f7 negres torre · g6 blanques torre · e2 blanques rei · g2 negres peó · g1 negres rei | f7 negres torre · g6 blanques torre · e2 blanques rei · g2 negres peó · g1 negres rei | 8 |
| 7 | f7 negres torre · g6 blanques torre · e2 blanques rei · g2 negres peó · g1 negres rei | f7 negres torre · g6 blanques torre · e2 blanques rei · g2 negres peó · g1 negres rei | f7 negres torre · g6 blanques torre · e2 blanques rei · g2 negres peó · g1 negres rei | f7 negres torre · g6 blanques torre · e2 blanques rei · g2 negres peó · g1 negres rei | f7 negres torre · g6 blanques torre · e2 blanques rei · g2 negres peó · g1 negres rei | f7 negres torre · g6 blanques torre · e2 blanques rei · g2 negres peó · g1 negres rei | f7 negres torre · g6 blanques torre · e2 blanques rei · g2 negres peó · g1 negres rei | f7 negres torre · g6 blanques torre · e2 blanques rei · g2 negres peó · g1 negres rei | 7 |
| 6 | f7 negres torre · g6 blanques torre · e2 blanques rei · g2 negres peó · g1 negres rei | f7 negres torre · g6 blanques torre · e2 blanques rei · g2 negres peó · g1 negres rei | f7 negres torre · g6 blanques torre · e2 blanques rei · g2 negres peó · g1 negres rei | f7 negres torre · g6 blanques torre · e2 blanques rei · g2 negres peó · g1 negres rei | f7 negres torre · g6 blanques torre · e2 blanques rei · g2 negres peó · g1 negres rei | f7 negres torre · g6 blanques torre · e2 blanques rei · g2 negres peó · g1 negres rei | f7 negres torre · g6 blanques torre · e2 blanques rei · g2 negres peó · g1 negres rei | f7 negres torre · g6 blanques torre · e2 blanques rei · g2 negres peó · g1 negres rei | 6 |
| 5 | f7 negres torre · g6 blanques torre · e2 blanques rei · g2 negres peó · g1 negres rei | f7 negres torre · g6 blanques torre · e2 blanques rei · g2 negres peó · g1 negres rei | f7 negres torre · g6 blanques torre · e2 blanques rei · g2 negres peó · g1 negres rei | f7 negres torre · g6 blanques torre · e2 blanques rei · g2 negres peó · g1 negres rei | f7 negres torre · g6 blanques torre · e2 blanques rei · g2 negres peó · g1 negres rei | f7 negres torre · g6 blanques torre · e2 blanques rei · g2 negres peó · g1 negres rei | f7 negres torre · g6 blanques torre · e2 blanques rei · g2 negres peó · g1 negres rei | f7 negres torre · g6 blanques torre · e2 blanques rei · g2 negres peó · g1 negres rei | 5 |
| 4 | f7 negres torre · g6 blanques torre · e2 blanques rei · g2 negres peó · g1 negres rei | f7 negres torre · g6 blanques torre · e2 blanques rei · g2 negres peó · g1 negres rei | f7 negres torre · g6 blanques torre · e2 blanques rei · g2 negres peó · g1 negres rei | f7 negres torre · g6 blanques torre · e2 blanques rei · g2 negres peó · g1 negres rei | f7 negres torre · g6 blanques torre · e2 blanques rei · g2 negres peó · g1 negres rei | f7 negres torre · g6 blanques torre · e2 blanques rei · g2 negres peó · g1 negres rei | f7 negres torre · g6 blanques torre · e2 blanques rei · g2 negres peó · g1 negres rei | f7 negres torre · g6 blanques torre · e2 blanques rei · g2 negres peó · g1 negres rei | 4 |
| 3 | f7 negres torre · g6 blanques torre · e2 blanques rei · g2 negres peó · g1 negres rei | f7 negres torre · g6 blanques torre · e2 blanques rei · g2 negres peó · g1 negres rei | f7 negres torre · g6 blanques torre · e2 blanques rei · g2 negres peó · g1 negres rei | f7 negres torre · g6 blanques torre · e2 blanques rei · g2 negres peó · g1 negres rei | f7 negres torre · g6 blanques torre · e2 blanques rei · g2 negres peó · g1 negres rei | f7 negres torre · g6 blanques torre · e2 blanques rei · g2 negres peó · g1 negres rei | f7 negres torre · g6 blanques torre · e2 blanques rei · g2 negres peó · g1 negres rei | f7 negres torre · g6 blanques torre · e2 blanques rei · g2 negres peó · g1 negres rei | 3 |
| 2 | f7 negres torre · g6 blanques torre · e2 blanques rei · g2 negres peó · g1 negres rei | f7 negres torre · g6 blanques torre · e2 blanques rei · g2 negres peó · g1 negres rei | f7 negres torre · g6 blanques torre · e2 blanques rei · g2 negres peó · g1 negres rei | f7 negres torre · g6 blanques torre · e2 blanques rei · g2 negres peó · g1 negres rei | f7 negres torre · g6 blanques torre · e2 blanques rei · g2 negres peó · g1 negres rei | f7 negres torre · g6 blanques torre · e2 blanques rei · g2 negres peó · g1 negres rei | f7 negres torre · g6 blanques torre · e2 blanques rei · g2 negres peó · g1 negres rei | f7 negres torre · g6 blanques torre · e2 blanques rei · g2 negres peó · g1 negres rei | 2 |
| 1 | f7 negres torre · g6 blanques torre · e2 blanques rei · g2 negres peó · g1 negres rei | f7 negres torre · g6 blanques torre · e2 blanques rei · g2 negres peó · g1 negres rei | f7 negres torre · g6 blanques torre · e2 blanques rei · g2 negres peó · g1 negres rei | f7 negres torre · g6 blanques torre · e2 blanques rei · g2 negres peó · g1 negres rei | f7 negres torre · g6 blanques torre · e2 blanques rei · g2 negres peó · g1 negres rei | f7 negres torre · g6 blanques torre · e2 blanques rei · g2 negres peó · g1 negres rei | f7 negres torre · g6 blanques torre · e2 blanques rei · g2 negres peó · g1 negres rei | f7 negres torre · g6 blanques torre · e2 blanques rei · g2 negres peó · g1 negres rei | 1 |
|   | a                                                                                     | b                                                                                     | c                                                                                     | d                                                                                     | e                                                                                     | f                                                                                     | g                                                                                     | h                                                                                     |   |

En aquesta partida de l'any 2000 entre Rice i Ian Snape, les negres varen fer servir el procediment de més amunt:
81... Te7+
82. Rd2 Te5!
83. Tg8 Rf2
84. Tf8+ Rg3
85. Tg8+ Rf3
Aquí les blanques es desvien:
86. Rd1 Te4
Les blanques abandonen, però l'alternativa és:
86. Tf8+ Rg4
87. Tg8+ Tg5
i les negres guanyen (Snape 2003:36).
Andersson contra Alesson
|   | a | b | c | d | e | f | g | h |   |
| 8 | d6 negres rei · f6 blanques rei · d5 negres peó · e5 blanques torre · f5 blanques peó · e3 blanques peó · f1 negres torre | d6 negres rei · f6 blanques rei · d5 negres peó · e5 blanques torre · f5 blanques peó · e3 blanques peó · f1 negres torre | d6 negres rei · f6 blanques rei · d5 negres peó · e5 blanques torre · f5 blanques peó · e3 blanques peó · f1 negres torre | d6 negres rei · f6 blanques rei · d5 negres peó · e5 blanques torre · f5 blanques peó · e3 blanques peó · f1 negres torre | d6 negres rei · f6 blanques rei · d5 negres peó · e5 blanques torre · f5 blanques peó · e3 blanques peó · f1 negres torre | d6 negres rei · f6 blanques rei · d5 negres peó · e5 blanques torre · f5 blanques peó · e3 blanques peó · f1 negres torre | d6 negres rei · f6 blanques rei · d5 negres peó · e5 blanques torre · f5 blanques peó · e3 blanques peó · f1 negres torre | d6 negres rei · f6 blanques rei · d5 negres peó · e5 blanques torre · f5 blanques peó · e3 blanques peó · f1 negres torre | 8 |
| 7 | d6 negres rei · f6 blanques rei · d5 negres peó · e5 blanques torre · f5 blanques peó · e3 blanques peó · f1 negres torre | d6 negres rei · f6 blanques rei · d5 negres peó · e5 blanques torre · f5 blanques peó · e3 blanques peó · f1 negres torre | d6 negres rei · f6 blanques rei · d5 negres peó · e5 blanques torre · f5 blanques peó · e3 blanques peó · f1 negres torre | d6 negres rei · f6 blanques rei · d5 negres peó · e5 blanques torre · f5 blanques peó · e3 blanques peó · f1 negres torre | d6 negres rei · f6 blanques rei · d5 negres peó · e5 blanques torre · f5 blanques peó · e3 blanques peó · f1 negres torre | d6 negres rei · f6 blanques rei · d5 negres peó · e5 blanques torre · f5 blanques peó · e3 blanques peó · f1 negres torre | d6 negres rei · f6 blanques rei · d5 negres peó · e5 blanques torre · f5 blanques peó · e3 blanques peó · f1 negres torre | d6 negres rei · f6 blanques rei · d5 negres peó · e5 blanques torre · f5 blanques peó · e3 blanques peó · f1 negres torre | 7 |
| 6 | d6 negres rei · f6 blanques rei · d5 negres peó · e5 blanques torre · f5 blanques peó · e3 blanques peó · f1 negres torre | d6 negres rei · f6 blanques rei · d5 negres peó · e5 blanques torre · f5 blanques peó · e3 blanques peó · f1 negres torre | d6 negres rei · f6 blanques rei · d5 negres peó · e5 blanques torre · f5 blanques peó · e3 blanques peó · f1 negres torre | d6 negres rei · f6 blanques rei · d5 negres peó · e5 blanques torre · f5 blanques peó · e3 blanques peó · f1 negres torre | d6 negres rei · f6 blanques rei · d5 negres peó · e5 blanques torre · f5 blanques peó · e3 blanques peó · f1 negres torre | d6 negres rei · f6 blanques rei · d5 negres peó · e5 blanques torre · f5 blanques peó · e3 blanques peó · f1 negres torre | d6 negres rei · f6 blanques rei · d5 negres peó · e5 blanques torre · f5 blanques peó · e3 blanques peó · f1 negres torre | d6 negres rei · f6 blanques rei · d5 negres peó · e5 blanques torre · f5 blanques peó · e3 blanques peó · f1 negres torre | 6 |
| 5 | d6 negres rei · f6 blanques rei · d5 negres peó · e5 blanques torre · f5 blanques peó · e3 blanques peó · f1 negres torre | d6 negres rei · f6 blanques rei · d5 negres peó · e5 blanques torre · f5 blanques peó · e3 blanques peó · f1 negres torre | d6 negres rei · f6 blanques rei · d5 negres peó · e5 blanques torre · f5 blanques peó · e3 blanques peó · f1 negres torre | d6 negres rei · f6 blanques rei · d5 negres peó · e5 blanques torre · f5 blanques peó · e3 blanques peó · f1 negres torre | d6 negres rei · f6 blanques rei · d5 negres peó · e5 blanques torre · f5 blanques peó · e3 blanques peó · f1 negres torre | d6 negres rei · f6 blanques rei · d5 negres peó · e5 blanques torre · f5 blanques peó · e3 blanques peó · f1 negres torre | d6 negres rei · f6 blanques rei · d5 negres peó · e5 blanques torre · f5 blanques peó · e3 blanques peó · f1 negres torre | d6 negres rei · f6 blanques rei · d5 negres peó · e5 blanques torre · f5 blanques peó · e3 blanques peó · f1 negres torre | 5 |
| 4 | d6 negres rei · f6 blanques rei · d5 negres peó · e5 blanques torre · f5 blanques peó · e3 blanques peó · f1 negres torre | d6 negres rei · f6 blanques rei · d5 negres peó · e5 blanques torre · f5 blanques peó · e3 blanques peó · f1 negres torre | d6 negres rei · f6 blanques rei · d5 negres peó · e5 blanques torre · f5 blanques peó · e3 blanques peó · f1 negres torre | d6 negres rei · f6 blanques rei · d5 negres peó · e5 blanques torre · f5 blanques peó · e3 blanques peó · f1 negres torre | d6 negres rei · f6 blanques rei · d5 negres peó · e5 blanques torre · f5 blanques peó · e3 blanques peó · f1 negres torre | d6 negres rei · f6 blanques rei · d5 negres peó · e5 blanques torre · f5 blanques peó · e3 blanques peó · f1 negres torre | d6 negres rei · f6 blanques rei · d5 negres peó · e5 blanques torre · f5 blanques peó · e3 blanques peó · f1 negres torre | d6 negres rei · f6 blanques rei · d5 negres peó · e5 blanques torre · f5 blanques peó · e3 blanques peó · f1 negres torre | 4 |
| 3 | d6 negres rei · f6 blanques rei · d5 negres peó · e5 blanques torre · f5 blanques peó · e3 blanques peó · f1 negres torre | d6 negres rei · f6 blanques rei · d5 negres peó · e5 blanques torre · f5 blanques peó · e3 blanques peó · f1 negres torre | d6 negres rei · f6 blanques rei · d5 negres peó · e5 blanques torre · f5 blanques peó · e3 blanques peó · f1 negres torre | d6 negres rei · f6 blanques rei · d5 negres peó · e5 blanques torre · f5 blanques peó · e3 blanques peó · f1 negres torre | d6 negres rei · f6 blanques rei · d5 negres peó · e5 blanques torre · f5 blanques peó · e3 blanques peó · f1 negres torre | d6 negres rei · f6 blanques rei · d5 negres peó · e5 blanques torre · f5 blanques peó · e3 blanques peó · f1 negres torre | d6 negres rei · f6 blanques rei · d5 negres peó · e5 blanques torre · f5 blanques peó · e3 blanques peó · f1 negres torre | d6 negres rei · f6 blanques rei · d5 negres peó · e5 blanques torre · f5 blanques peó · e3 blanques peó · f1 negres torre | 3 |
| 2 | d6 negres rei · f6 blanques rei · d5 negres peó · e5 blanques torre · f5 blanques peó · e3 blanques peó · f1 negres torre | d6 negres rei · f6 blanques rei · d5 negres peó · e5 blanques torre · f5 blanques peó · e3 blanques peó · f1 negres torre | d6 negres rei · f6 blanques rei · d5 negres peó · e5 blanques torre · f5 blanques peó · e3 blanques peó · f1 negres torre | d6 negres rei · f6 blanques rei · d5 negres peó · e5 blanques torre · f5 blanques peó · e3 blanques peó · f1 negres torre | d6 negres rei · f6 blanques rei · d5 negres peó · e5 blanques torre · f5 blanques peó · e3 blanques peó · f1 negres torre | d6 negres rei · f6 blanques rei · d5 negres peó · e5 blanques torre · f5 blanques peó · e3 blanques peó · f1 negres torre | d6 negres rei · f6 blanques rei · d5 negres peó · e5 blanques torre · f5 blanques peó · e3 blanques peó · f1 negres torre | d6 negres rei · f6 blanques rei · d5 negres peó · e5 blanques torre · f5 blanques peó · e3 blanques peó · f1 negres torre | 2 |
| 1 | d6 negres rei · f6 blanques rei · d5 negres peó · e5 blanques torre · f5 blanques peó · e3 blanques peó · f1 negres torre | d6 negres rei · f6 blanques rei · d5 negres peó · e5 blanques torre · f5 blanques peó · e3 blanques peó · f1 negres torre | d6 negres rei · f6 blanques rei · d5 negres peó · e5 blanques torre · f5 blanques peó · e3 blanques peó · f1 negres torre | d6 negres rei · f6 blanques rei · d5 negres peó · e5 blanques torre · f5 blanques peó · e3 blanques peó · f1 negres torre | d6 negres rei · f6 blanques rei · d5 negres peó · e5 blanques torre · f5 blanques peó · e3 blanques peó · f1 negres torre | d6 negres rei · f6 blanques rei · d5 negres peó · e5 blanques torre · f5 blanques peó · e3 blanques peó · f1 negres torre | d6 negres rei · f6 blanques rei · d5 negres peó · e5 blanques torre · f5 blanques peó · e3 blanques peó · f1 negres torre | d6 negres rei · f6 blanques rei · d5 negres peó · e5 blanques torre · f5 blanques peó · e3 blanques peó · f1 negres torre | 1 |
|   | a | b | c | d | e | f | g | h |   |

En aquesta posició, d'una partida de 1999 entre Ulf Andersson i Ralf Åkesson, les blanques canvien peons per tal d'assolir la posició de Lucena.
79. e4! dxe4
80. Txe4 Rd7
81. Rg6
i les negres abandonaren. Les blanques assoliran la posició de Lucena: 81...Tg1+ 82.Rf7 Tf1 83.f6 Tf2 84.Rg7 Tg2+ 85.Rf8 Tf2 86.f7 Tg2 (la posició Lucena) 87.Td4+ Rc7 (si 87...Re6 llavors 88.Re8 guanya) 88.Re7 Te2+ 89. Rf6 Tf2+ 90.Re6 Te2+ 91.Rf5 Tf2+ 92.Tf4 i les blanques guanyen (Kaufeld & Kern 2011:189).

## Conclusió
Els finals de torre i peó ocorren bastant sovint en escacs, aproximadament entre un vuit i un deu per cent de les partides (de la Villa 2008:18), (Emms 2008:6). Aquesta posició és molt important, ja que molts finals se simplifiquen fins a arribar-hi. En tant que és una posició de victòria forçada, els finals sovint es juguen amb el jugador del peó intentant arribar a la posició de Lucena, i el rival intentant d'evitar-ho.
Hi ha un mètode alternatiu per guanyar aquesta mena de posicions, que funciona només en cas de peons entre la columna-c i la columna-f (vegeu final de torre i peó contra torre).